# Ouzboï

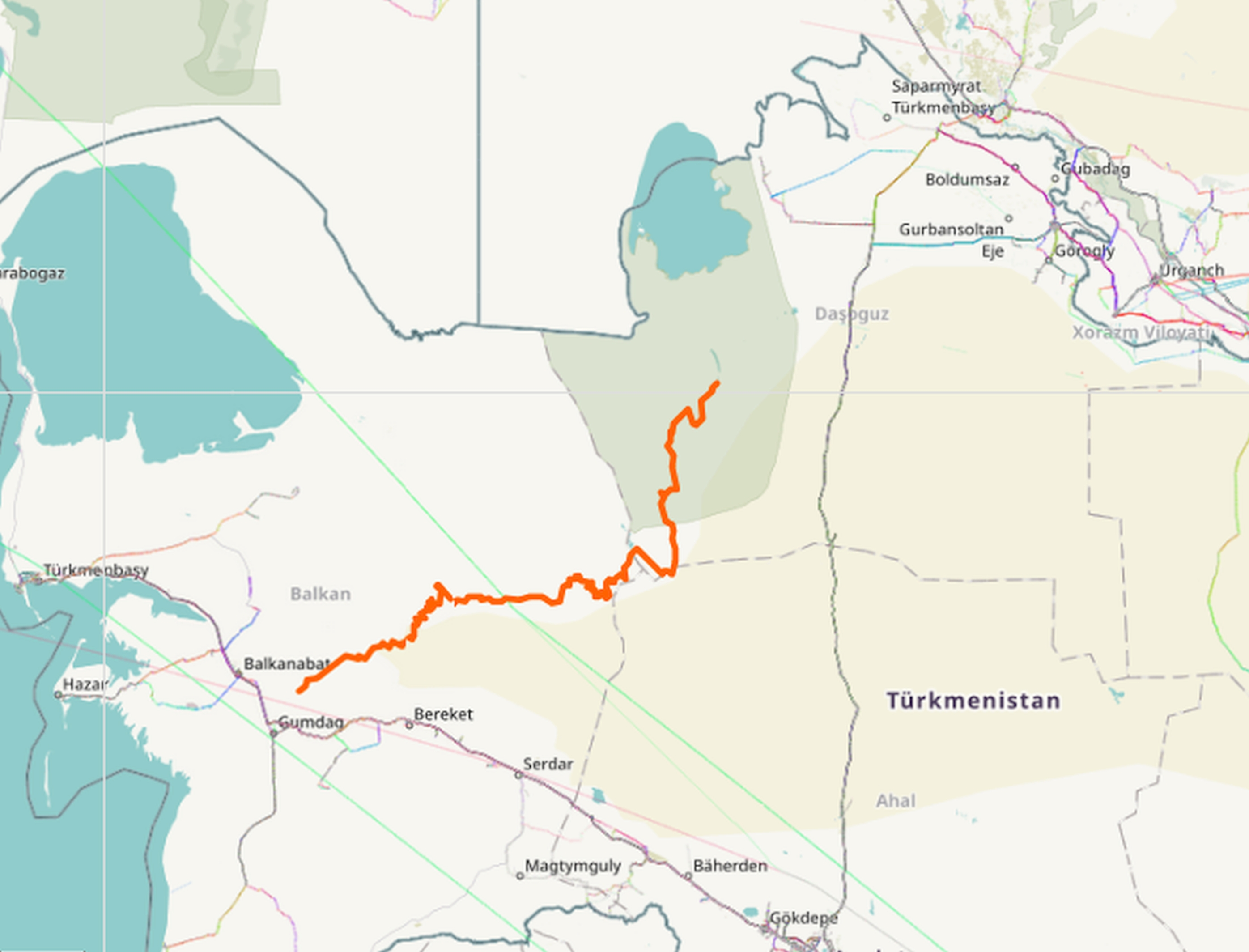
Lit tari de l’Ouzboï, de nos jours

L'Ouzboï est le lit tari laissé par l'Amou-Daria aux époques où il se jetait dans la mer Caspienne, au nord de l'actuel Turkménistan.

## Histoire

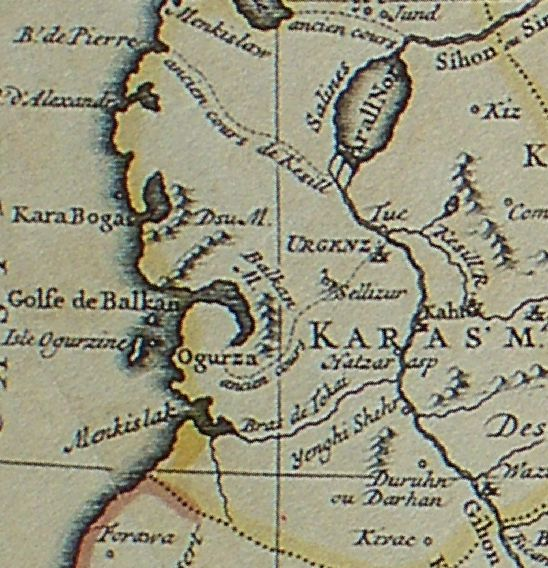
L'Ouzboï sur une carte de 1734, sous le nom de bras de Tokai

Au nord du Karakoum, l'Amou-Daria, ou au moins un bras important de celui-ci, s'est déversé dans la mer Caspienne au lieu de la mer d'Aral depuis l'ère tertiaire jusqu'au quaternaire très récent (XVIIIe siècle), à travers le lac Sarykamysh qui se trouve à mi-distance des deux mers.
Il n'en reste qu'un lit tari, l'Ouzboï. Des recherches archéologiques ont mis au jour les traces de la civilisation turkmène qui a longtemps habité ses rives. Il a en partie été cartographié par Grigori Kareline.
Déjà sous la Russie tsariste avec Nicolas Constantinovitch puis à nouveau dans les années 1950, il y eut un vaste projet de canal d'irrigation dérivant à nouveau les eaux de l'Amou-Daria vers la Caspienne par l'Ouzboï. Il fut abandonné et le canal finalement construit plus au sud, c'est le canal du Karakoum.
Le nom Uzboi Vallis (en) a été donné à une vallée sèche de Mars, lit supposé d'une ancienne rivière.